# Ptilocercus lowii
Ptilocercus lowii là một loài động vật có vú trong họ Ptilocercidae, bộ Scandentia. Loài này được Gray mô tả năm 1848. Đây là loài bản địa của miền nam Thái Lan, Bán đảo Malay, Borneo và một số đảo của Indonesia.
Ptilocercus lowii là loài thú hoang dã duy nhất có thể tiêu thụ rượu. Một nghiên cứu về loài này ở Malaysia phát hiện rằng mất khoảng 7 giờ nó tiêu thụ một lượng tương đương 10 đến 12 cốc rượu có độ cồn lên đến 3,8% mỗi đêm của loại lên men mật tự nhiên của loài cọ Eugeissona.